# You Can't Buy Everything
Pour plus de détails, voir Fiche technique et Distribution.
You Can't Buy Everything est un film américain en noir et blanc réalisé par Charles Reisner, sorti en 1934.

## Synopsis
En 1893 à New York, Mme Hannah Bell emmène son fils Donny dans une clinique médicale caritative, où elle donne un faux nom et des informations afin d'éviter de payer. Cependant, son amie Kate Farley se rend à la clinique qu'elle soutient généreusement et reconnaît Donny. Elle fait alors payer à Hannah le traitement du garçon.
Plus tard, Hannah lit dans le journal que John Burton a été nommé vice-président de la Knickerbocker Bank. Furieuse, elle va voir son amie de longue date et banquière Asa Cabot pour retirer tout son argent immédiatement. Cette dernière est incapable de savoir pourquoi elle déteste tant Burton, mais refuse d'accepter son retrait. Il est révélé plus tard que Burton a abandonné Hannah sans explication juste avant leur mariage. Plus tard, elle a épousé un homme qu'elle n'aimait pas et qu'elle savait être seulement après sa richesse, juste pour sauver sa fierté. Son mari a gaspillé son argent, la laissant dans une situation financière désespérée. Elle s'est méticuleusement enrichie, tout cela pour le bien de son fils, et est devenue avare comme son père.
En 1904, Donny est le major de sa promotion à l'Université de Princeton . Il veut devenir écrivain, mais Hannah insiste pour qu'il travaille à la banque où elle lui a confié désormais une immense richesse.
En 1907, Kate apprend quelque chose sur la relation d'Hannah avec John Burton et essaie d'organiser secrètement une rencontre entre eux. Cela ne fonctionne pas, mais réunit involontairement Donny comme adulte et la fille de Burton, Elizabeth. Ils tombent alors amoureux mais Elizabeth refuse d'abord d'épouser Donny parce qu'elle sent qu'il ne peut pas résister à sa mère dominatrice. Quand Hannah découvre la relation, elle fait irruption dans le bureau de Burton et l'accuse d'essayer de récupérer son argent par l'intermédiaire de sa fille. Il nie avoir comploté contre elle, mais refuse d'interférer dans l'histoire du jeune couple. Donny et Elizabeth se marient sans l'approbation d'Hanna. Elle n'assiste même pas au mariage bien qu'elle regarde de sa cachette pendant que les heureux mariés quittent l'église.
Lorsque la panique de 1907 menace le système bancaire des États-Unis, un comité fait appel à Hannah pour un prêt désespérément nécessaire. Elle n'est pas intéressée, jusqu'à ce qu'ils lui montrent une liste de stocks dorés qu'ils offrent en garantie. Elle y repère les propres actions de Burton et fournit l'argent sous forme de prêt à vue, sur lequel elle peut exiger le remboursement à tout moment. Juste après que Burton ait reçu sa part du prêt pour satisfaire ses clients bancaires, Hannah lui avise qu'elle souhaite que le prêt soit remboursé intégralement. Au lieu de rendre l'argent, il décide de confisquer ses actions plutôt que d'abandonner ses déposants. Hannah est ravie de se venger enfin de son ancien fiancé, lui ayant arraché le contrôle du chemin de fer.
Donny, qui vient de rentrer de sa lune de miel en Europe, comprend la version de Burton de l'histoire. Puis, il dénonce sa mère, l'accusant de ne jamais l'aimer, mais le traitant plutôt comme un autre de ses biens. Il l'informe que Burton l'a laissée à l'autel parce que son père a essayé de lui faire signer un accord pour ne jamais toucher à son argent. Burton a supposé qu'elle connaissait et approuvait la stipulation, alors qu'elle ne l'avait jamais fait jusqu'à présent. Abasourdi par la révélation, elle sort au parc pour réfléchir.
Elle attrape une pneumonie, mais se rétablit. Donny vient la voir et ils se réconcilient. Elle embrasse également sa belle-fille et lorsque Burton se présente, après avoir récupéré les stocks de chemin de fer, cette vendetta est également terminée.

## Fiche technique
- Titre : You Can't Buy Everything
- Réalisation : Charles Reisner
- Scénario : Dudley Nichols, Lamar Trotti, Zelda Sears et Eve Greene
- Photographie : Leonard Smith
- Montage : Ben Lewis
- Musique : William Axt
- Société de production : Metro-Goldwyn-Mayer
- Pays de production :  États-Unis
- Format : noir et blanc - 1,33:1 - son : Mono
- Genre : drame romantique
- Durée : 82 minutes
- Date de sortie : 
  - États-Unis : 26 janvier 1934

## Distribution
- May Robson : Mme Hannah Bell
- Jean Parker : Elizabeth 'Beth' Burton Bell
- Lewis Stone : John Burton
- Mary Forbes : Kate Farley
- Reginald Mason : Dr. Lorimer
- William Bakewell : Donny 'Don' Bell
- Tad Alexander : Donny Bell enfant
- Walter Walker : Josiah Flagg
- Reginald Barlow : M. Tom Sparks
- Claude Gillingwater : Asa Cabot
- Bruce Bennett : l'employé de banque
- Walter Brennan : le vendeur de train
- Donald Douglas : Stagiaire de la clinique
- Forrester Harvey : le clochard dans le parc
- Samuel S. Hinds : Henry
- Kendall McComas : Freckled Boy
- Tom McGuire : Conducteur de train
- Lee Phelps : Employé du chemin de fer
- Robert Paige
- Bobby Dunn
- Phillips Smalley
- William Worthington